# Mario Gutte
Mario Gutte (Oss, 17 maart 1964) is een voormalig Nederlands wielrenner. Gutte blonk vooral uit in het tijdrijden. In 1994 behaalde hij in deze discipline de Nederlandse titel.

## Belangrijkste overwinningen
1989
- Ronde van Midden-Nederland

1990
- 1e etappe OZ Wielerweekend
- Proloog Teleflex Tour

1994
- Grote Rivierenprijs
- Nederlands kampioenschap tijdrijden

1995
- Grote Rivierenprijs

1996
- Grote Rivierenprijs